# 加瓦利斯·克里坦顿
加瓦利斯·科尔特斯·克里坦顿（英語：Javaris Cortez Crittenton，1987年12月31日—），美国NBA联盟前职业篮球运动员。他在2007年的NBA选秀中第1轮第19顺位被洛杉矶湖人选中。

## 球员生涯
加瓦利斯·克里坦頓在2007年NBA選秀第一輪第19位被洛杉磯湖人隊選中，職業生涯效力過湖人、灰熊和奇才三支NBA球隊。而正是這個生涯場均僅5.3分的替補控衞，和吉爾伯特·阿里納斯攜手製造了2009-10賽季NBA著名的更衣室“持槍門”，讓奇才隊元氣大傷。阿里納斯和克里坦頓在更衣室裏發生不和，兩人持未上膛的手槍互指。事情曝出之後，NBA總裁大衞·斯特恩最終決定，對持槍門的兩位主角阿里納斯和克里坦頓處以禁賽整個賽季剩餘全部比賽的處罰。在持槍案後，克里坦頓離開了奇才，2010年夏天曾在山貓試訓，但最終遭到了裁員。
2010-11賽季克里坦頓來到中國，加盟CBA浙江广厦隊，但僅僅代表球隊打了5場球，就因為自己的暴脾氣被廣廈隊裁掉，替代他的是前東莞外援凱利。
2015年，克里坦頓誤殺罪成，被判刑23年。